# لیگ برتر والیبال مردان ایران ۱۳۹۵
لیگ برتر والیبال ایران ۱۳۹۵ بیستمین دوره لیگ برتر والیبال ایران می‌باشد. مسابقات با حضور ۱۲ تیم در یک گروه آغاز شد و پس از پایان فصل عادی لیگ، هشت تیم برتر به مرحله حذفی راه یافتند. در بازی پایانی، تیم بانک سرمایه در دو بازی برابر پیکان تهران به پیروزی رسید و برای دومین سال پیاپی قهرمان شد. همچنین تیم شهرداری ارومیه با پیروزی برابر سایپا مقام سوم را به دست آورد.

## تیم‌ها
- خاتم اردکان
- پارسه
- بانک سرمایه
- پیکان
- سازمان عمران شهرداری ساری
- سایپا
- شهرداری اراک
- شهرداری ارومیه
- شهرداری تبریز
- کاله مازندران
- متین ورامین
- هاوش گنبد [۳]

## فصل عادی
قرعه‌کشی دور مقدماتی در ۱۰ مهر در فدراسیون والیبال برگزار شد. مسابقات مقدماتی طی ۲۲ هفته از ۲۸ مهر تا ۱۳ بهمن برگزار شد. در این مرحله، ۱۳۲ بازی برگزار شد و هشت تیم برتر به مرحلهٔ پلی‌آف راه یافتند.
در نخستین هفته، تیم متین ورامین به دلیل عدم پرداخت بدهی خود اجازه بازی برابر تیم پارسه را نیافت و بازنده اعلام شد؛ اما در هفتهٔ دوم اجازهٔ بازی را پیدا کرد. همچنین بازی تیم‌های خاتم اردکان و عمران ساری در ست پنجم ناتمام ماند. پیش از برگزاری هفتهٔ ششم، خاتم اردکان از ادامهٔ لیگ انصراف داد و تمرینات خود را تعطیل کرد؛ ولی پس از چند روز بازگشت خود به لیگ را در ۲۳ آبان اعلام کرد. در هشتم آذر تمرینات عمران ساری به دلیل مشکلات مالی تعطیل شد؛ ولی پس از پرداخت بخشی از بدهی خود به مسابقات بازگشت.
در ۲۸ آذر در نخستین هفتهٔ دور برگشت، بازیکنان متین ورامین به دلیل عدم پرداخت مطالبات حاضر به بازی در برابر پارسه نشدند و دومین باخت فنی را متحمل شدند. تیم متین ورامین، سه روز بعد، بازگشت خود به لیگ را اعلام کرد؛ ولی فدراسیون والیبال اعلام کرد که بازیکنان این تیم آزاد تلقی می‌شوند. در نتیجه، سه بازیکن متین به تیم‌های دیگر پیوستند. بحران مالی در لیگ ادامه یافت و در اوایل دی‌ماه، مربیان و بازیکن خارجی شهرداری ارومیه، به دلیل عدم پرداخت مطالبات مالی خود، ایران را ترک کردند. در ۱۸ دی، خبر انحلال تیم پارسه و حذف آن از لیگ و آزاد شدن بازیکنان این تیم اعلام شد؛ ولی ۴ روز بعد، سازمان لیگ اطلاعیه‌ای صادر کرد که مربیان و بازیکنان پارسه باید برای تیم خود بازی کنند و باشگاه‌های دیگر اجازهٔ استفاده از آن‌ها را ندارند. گفته می‌شد که فشارهای سیاسی باعث اجرایی نشدن تصمیمات فدراسیون والیبال می‌شوند. در حالی که سعید درخشنده رئیس سازمان لیگ، دلیل بازگشت تیم‌های منحل شده را التماس بازیکنان آنان دانست. همچنین پس از رأی کمیته انضباطی مبنی بر باخت فنی تیم هاوش گنبد به دلیل نیمه‌تمام ماندن بازی خانگی آن تیم برابر شهرداری تبریز، هاوش اعلام کرد که از لیگ کنار می کشد؛ ولی پس از دو روز، بازگشت خود به لیگ را اعلام کرد.
سازمان لیگ در ۳۰ دی اعلام کرد که بازی عقب‌افتادهٔ پارسه و متین در هفتهٔ اول که باخت فنی برای متین ثبت شده‌بود، در ۱۷ بهمن برگزار خواهد شد. پارسه به این رأی اعتراض کرد و مدیر عامل پارسه مخالفت خود با انجام این بازی را بیان کرد. سازمان لیگ همچنین اعلام کرد بازی عقب‌افتادهٔ سایپا و متین از هفتهٔ دوم دور برگشت در روز ۳ بهمن برگزار می‌شود. در دوم بهمن، سایپا به این تصمیم اعتراض کرد و تهدید کرد که در صورت پافشاری سازمان لیگ، از لیگ کناره‌گیری خواهد کرد. روز بعد، دوباره تاریخ بازی‌های معوقه متین تغییر کرد و مقرر شد بازی با پارسه در ۱۵ بهمن و بازی با سایپا در ۱۷ بهمن انجام شود.

### جدول رده‌بندی
| رتبه | تیم            | برد | باخت | بازی | امتیاز | جزئیات | جزئیات | جزئیات | جزئیات | جزئیات | جزئیات | ست‌ها | ست‌ها  | ست‌ها    | امتیازات | امتیازات | امتیازات |
| رتبه | تیم            | برد | باخت | بازی | امتیاز | ۳–۰    | ۳–۱    | ۳–۲    | ۲–۳    | ۱–۳    | ۰–۳    | برده | باخته | میانگین | برده     | باخته    | میانگین  |
| ---- | -------------- | --- | ---- | ---- | ------ | ------ | ------ | ------ | ------ | ------ | ------ | ---- | ----- | ------- | -------- | -------- | -------- |
| ۱    | بانک سرمایه    | ۲۰  | ۲    | ۲۲   | ۵۵     | ۱۰     | ۵      | ۵      | ۰      | ۲      | ۰      | ۶۲   | ۲۱    | ۲٫۹۵    | ۱۹۹۵     | ۱۶۹۹     | ۱٫۱۷     |
| ۲    | پیکان تهران    | ۱۸  | ۴    | ۲۲   | ۵۳     | ۵      | ۹      | ۴      | ۳      | ۱      | ۰      | ۶۱   | ۲۹    | ۲٫۱۰    | ۲۱۱۶     | ۱۹۱۰     | ۱٫۱۰     |
| ۳    | شهرداری ارومیه | ۱۴  | ۸    | ۲۲   | ۴۲     | ۸      | ۵      | ۱      | ۱      | ۳      | ۴      | ۴۷   | ۳۱    | ۱٫۵۱    | ۱۷۵۰     | ۱۶۵۰     | ۱٫۰۶     |
| ۴    | سایپا تهران    | ۱۲  | ۱۰   | ۲۲   | ۳۶     | ۵      | ۴      | ۳      | ۳      | ۴      | ۳      | ۴۶   | ۴۰    | ۱٫۱۴    | ۱۹۵۴     | ۱۸۷۵     | ۱٫۰۴     |
| ۵    | متین ورامین    | ۱۱  | ۱۱   | ۲۲   | ۳۰     | ۴      | ۲      | ۵      | ۲      | ۵      | ۴      | ۴۲   | ۴۵    | ۰٫۹۳    | ۱۸۷۹     | ۱۹۵۹     | ۰٫۹۵     |
| ۶    | کاله مازندران  | ۱۰  | ۱۲   | ۲۲   | ۳۲     | ۶      | ۳      | ۱      | ۳      | ۵      | ۴      | ۴۱   | ۴۱    | ۱٫۰۰    | ۱۸۲۹     | ۱۸۳۸     | ۰٫۹۹     |
| ۷    | خاتم اردکان    | ۱۰  | ۱۲   | ۲۲   | ۳۲     | ۲      | ۶      | ۲      | ۴      | ۴      | ۴      | ۴۲   | ۴۶    | ۰٫۹۱    | ۱۹۲۷     | ۱۹۸۶     | ۰٫۹۷     |
| ۸    | شهرداری تبریز  | ۱۰  | ۱۲   | ۲۲   | ۳۱     | ۵      | ۳      | ۲      | ۳      | ۳      | ۶      | ۳۹   | ۴۳    | ۰٫۹۰    | ۱۸۳۱     | ۱۸۱۴     | ۱٫۰۰     |
| ۹    | عمران ساری     | ۱۰  | ۱۲   | ۲۲   | ۲۹     | ۳      | ۴      | ۳      | ۲      | ۵      | ۵      | ۳۹   | ۴۶    | ۰٫۸۴    | ۱۸۷۵     | ۱۹۱۱     | ۰٫۹۸     |
| ۱۰   | پارسه تهران    | ۸   | ۱۴   | ۲۲   | ۲۹     | ۴      | ۲      | ۲      | ۷      | ۳      | ۴      | ۴۱   | ۴۸    | ۰٫۸۵    | ۱۸۸۷     | ۱۹۴۳     | ۰٫۹۷     |
| ۱۱   | شهرداری اراک   | ۵   | ۱۷   | ۲۲   | ۱۵     | ۰      | ۴      | ۱      | ۱      | ۷      | ۹      | ۲۴   | ۵۷    | ۰٫۴۲    | ۱۷۶۶     | ۱۹۴۳     | ۰٫۹۰     |
| ۱۲   | هاوش گنبد      | ۴   | ۱۸   | ۲۲   | ۱۲     | ۰      | ۲      | ۲      | ۲      | ۷      | ۹      | ۲۳   | ۶۰    | ۰٫۳۸    | ۱۶۶۹     | ۱۹۵۰     | ۰٫۸۵     |

## مرحله حذفی
در مرحلهٔ حذفی بازی‌ها به صورت ۲ برد از ۳ بازی برگزار شد. در صورتی که در دو بازی رفت و برگشت، برنده تعیین نشود، بازی سوم برگزار می‌شود.
|  | یک‌چهارم نهایی | یک‌چهارم نهایی  | یک‌چهارم نهایی | یک‌چهارم نهایی | یک‌چهارم نهایی |   |       | نیمه‌نهایی      | نیمه‌نهایی | نیمه‌نهایی | نیمه‌نهایی | نیمه‌نهایی |          |          | نهایی       | نهایی          | نهایی | نهایی | نهایی |
|  |               |                |               |               |               |   |       |                |           |           |           |           |          |          |             |                |       |       |       |
|  | ۱             | بانک سرمایه    | ۳             | ۳             | —             |   |       |                |           |           |           |           |          |          |             |                |       |       |       |
|  | ۸             | شهرداری تبریز  | ۲             | ۰             | —             |   |       |                |           |           |           |           |          |          |             |                |       |       |       |
|  | ۸             | شهرداری تبریز  | ۲             | ۰             | —             |   | ۱     | بانک سرمایه    | ۳         | ۳         | —         |           |          |          |             |                |       |       |       |
|  |               |                |               |               |               |   | ۱     | بانک سرمایه    | ۳         | ۳         | —         |           |          |          |             |                |       |       |       |
|  |               | ۴              | سایپا         | ۱             | ۱             | — |       |                |           |           |           |           |          |          |             |                |       |       |       |
|  | ۴             | ۴              | سایپا         | ۱             | ۱             | — | سایپا | ۳              | ۰         | ۳         |           |           |          |          |             |                |       |       |       |
|  | ۴             |                |               |               |               |   | سایپا | ۳              | ۰         | ۳         |           |           |          |          |             |                |       |       |       |
|  | ۵             | متین ورامین    | ۱             | ۳             | ۲             |   |       |                |           |           |           |           |          |          |             |                |       |       |       |
|  |               |                |               |               |               |   |       |                |           |           |           |           |          | ۱        | بانک سرمایه | ۳              | ۳     | —     |       |
|  |               | ۲              | پیکان         | ۲             | ۰             | — |       |                |           |           |           |           |          |          |             |                |       |       |       |
|  | ۳             | شهرداری ارومیه | ۳             | ۱             | ۳             |   |       |                |           |           |           |           |          |          |             |                |       |       |       |
|  | ۶             | کاله مازندران  | ۱             | ۳             | ۲             |   |       |                |           |           |           |           |          |          |             |                |       |       |       |
|  | ۶             | کاله مازندران  | ۱             | ۳             | ۲             |   | ۳     | شهرداری ارومیه | ۰         | ۳         | ۱         |           |          |          |             |                |       |       |       |
|  |               |                |               |               |               |   | ۳     | شهرداری ارومیه | ۰         | ۳         | ۱         |           |          |          |             |                |       |       |       |
|  |               | ۲              | پیکان         | ۳             | ۰             | ۳ |       |                | مکان سوم  | مکان سوم  | مکان سوم  | مکان سوم  | مکان سوم | مکان سوم | مکان سوم    |                |       |       |       |
|  | ۲             | ۲              | پیکان         | ۳             | ۰             | ۳ | پیکان | ۳              | مکان سوم  | مکان سوم  | مکان سوم  | مکان سوم  | مکان سوم | مکان سوم | مکان سوم    | ۳              | —     |       |       |
|  | ۲             |                |               |               |               |   | پیکان | ۳              |           |           |           |           |          |          |             | ۳              | —     |       |       |
|  | ۷             | خاتم اردکان    | ۱             | ۱             | —             |   |       |                |           |           |           |           |          |          | ۴           | سایپا          | ۱     | ۲     | —     |
|  |               |                |               |               |               |   |       |                |           |           |           |           |          |          | ۳           | شهرداری ارومیه | ۳     | ۳     | —     |

### یک‌چهارم نهایی
بانک سرمایه – شهرداری تبریز؛
| تاریخ   | زمان  |               | امتیاز |               | ست ۱  | ست ۲  | ست ۳  | ست ۴  | ست ۵  | مجموع   |
| ------- | ----- | ------------- | ------ | ------------- | ----- | ----- | ----- | ----- | ----- | ------- |
| ۲۰ بهمن | ۱۷:۳۰ | بانک سرمایه   | ۳–۲    | شهرداری تبریز | ۲۵–۲۲ | ۲۴–۲۶ | ۲۳–۲۵ | ۲۵–۱۶ | ۱۵–۱۳ | ۱۱۲–۱۰۲ |
| ۲۷ بهمن | ۱۶:۰۰ | شهرداری تبریز | ۰–۳    | بانک سرمایه   | ۱۴–۲۵ | ۱۸–۲۵ | ۲۰–۲۵ |       |       | ۵۲–۷۵   |

سایپا – متین ورامین؛
| تاریخ   | زمان  |             | امتیاز |             | ست ۱  | ست ۲  | ست ۳  | ست ۴  | ست ۵  | مجموع  |
| ------- | ----- | ----------- | ------ | ----------- | ----- | ----- | ----- | ----- | ----- | ------ |
| ۲۰ بهمن | ۲۱:۰۰ | سایپا       | ۳–۱    | متین ورامین | ۲۵–۲۱ | ۲۱–۲۵ | ۲۵–۲۳ | ۲۵–۱۶ |       | ۹۶–۸۵  |
| ۲۷ بهمن | ۱۶:۰۰ | متین ورامین | ۳–۰    | سایپا       | ۲۵–۲۳ | ۲۶–۲۴ | ۲۵–۱۳ |       |       | ۷۶–۶۰  |
| ۱ اسفند | ۱۶:۰۰ | سایپا       | ۳–۲    | متین ورامین | ۲۵–۲۱ | ۱۶–۲۵ | ۱۸–۲۵ | ۲۵–۲۳ | ۱۵–۱۳ | ۹۹–۱۰۷ |

شهرداری ارومیه – کاله مازندران؛
| تاریخ   | زمان  |                | امتیاز |                | ست ۱  | ست ۲  | ست ۳  | ست ۴  | ست ۵  | مجموع   |
| ------- | ----- | -------------- | ------ | -------------- | ----- | ----- | ----- | ----- | ----- | ------- |
| ۲۰ بهمن | ۱۶:۰۰ | شهرداری ارومیه | ۳–۱    | کاله مازندران  | ۲۱–۲۵ | ۲۵–۱۷ | ۲۵–۲۱ | ۲۵–۲۲ |       | ۹۶–۸۵   |
| ۲۷ بهمن | ۱۶:۰۰ | کاله مازندران  | ۳–۱    | شهرداری ارومیه | ۲۵–۲۳ | ۲۰–۲۵ | ۲۵–۲۰ | ۲۵–۲۱ |       | ۹۵–۸۹   |
| ۱ اسفند | ۱۶:۰۰ | شهرداری ارومیه | ۳–۲    | کاله مازندران  | ۲۲–۲۵ | ۲۳–۲۵ | ۲۵–۱۹ | ۲۵–۲۳ | ۱۵–۱۰ | ۱۱۰–۱۰۲ |

پیکان – خاتم اردکان؛
| تاریخ   | زمان  |             | امتیاز |             | ست ۱  | ست ۲  | ست ۳  | ست ۴  | ست ۵ | مجموع |
| ------- | ----- | ----------- | ------ | ----------- | ----- | ----- | ----- | ----- | ---- | ----- |
| ۲۰ بهمن | ۱۵:۰۰ | پیکان       | ۳–۱    | خاتم اردکان | ۲۵–۱۸ | ۲۵–۲۰ | ۲۱–۲۵ | ۲۵–۲۱ |      | ۹۶–۸۴ |
| ۲۷ بهمن | ۱۶:۰۰ | خاتم اردکان | ۱–۳    | پیکان       | ۱۹–۲۵ | ۱۶–۲۵ | ۲۵–۱۹ | ۲۴–۲۶ |      | ۸۴–۹۵ |

### نیمه‌نهایی
پیکان – شهرداری ارومیه؛
| تاریخ    | زمان  |                | امتیاز |                | ست ۱  | ست ۲  | ست ۳  | ست ۴  | ست ۵ | مجموع |
| -------- | ----- | -------------- | ------ | -------------- | ----- | ----- | ----- | ----- | ---- | ----- |
| ۴ اسفند  | ۱۵:۰۰ | پیکان          | ۳–۰    | شهرداری ارومیه | ۲۵–۲۰ | ۲۵–۱۵ | ۲۵–۲۳ |       |      | ۷۵–۵۸ |
| ۱۰ اسفند | ۱۶:۰۰ | شهرداری ارومیه | ۳–۰    | پیکان          | ۲۵–۲۲ | ۲۵–۲۳ | ۲۵–۲۱ |       |      | ۷۵–۶۶ |
| ۱۵ اسفند | ۱۶:۰۰ | پیکان          | ۳–۱    | شهرداری ارومیه | ۲۵–۲۲ | ۲۵–۲۲ | ۱۸–۲۵ | ۲۵–۱۹ |      | ۹۳–۸۸ |

بانک سرمایه – سایپا؛
| تاریخ    | زمان  |             | امتیاز |             | ست ۱  | ست ۲  | ست ۳  | ست ۴  | ست ۵ | مجموع  |
| -------- | ----- | ----------- | ------ | ----------- | ----- | ----- | ----- | ----- | ---- | ------ |
| ۴ اسفند  | ۱۷:۰۰ | بانک سرمایه | ۳–۱    | سایپا       | ۲۲–۲۵ | ۲۵–۱۴ | ۲۵–۲۳ | ۲۵–۲۳ |      | ۹۷–۸۳  |
| ۱۰ اسفند | ۱۶:۰۰ | سایپا       | ۱–۳    | بانک سرمایه | ۲۰–۲۵ | ۲۲–۲۵ | ۳۰–۲۸ | ۱۸–۲۵ |      | ۹۰–۱۰۳ |

### مکان سوم
سایپا – شهرداری ارومیه؛
| تاریخ    | زمان  |                | امتیاز |                | ست ۱  | ست ۲  | ست ۳  | ست ۴  | ست ۵  | مجموع   |
| -------- | ----- | -------------- | ------ | -------------- | ----- | ----- | ----- | ----- | ----- | ------- |
| ۱۸ اسفند | ۱۶:۰۰ | شهرداری ارومیه | ۳–۱    | سایپا          | ۲۵–۱۹ | ۲۵–۲۱ | ۲۱–۲۵ | ۲۵–۱۹ |       | ۹۶–۸۴   |
| ۲۲ اسفند | ۱۴:۳۰ | سایپا          | ۲–۳    | شهرداری ارومیه | ۲۱–۲۵ | ۲۳–۲۵ | ۲۵–۱۶ | ۲۵–۱۹ | ۱۴–۱۶ | ۱۰۸–۱۰۱ |

### نهایی
بانک سرمایه – پیکان؛
| تاریخ    | زمان  |             | امتیاز |             | ست ۱  | ست ۲  | ست ۳  | ست ۴  | ست ۵ | مجموع   |
| -------- | ----- | ----------- | ------ | ----------- | ----- | ----- | ----- | ----- | ---- | ------- |
| ۱۸ اسفند | ۱۷:۰۰ | بانک سرمایه | ۳–۲    | پیکان       | ۲۱–۲۵ | ۲۰–۲۵ | ۲۵–۲۲ | ۲۵–۲۰ | ۱۵–۹ | ۱۰۶–۱۰۱ |
| ۲۲ اسفند | ۱۷:۳۰ | پیکان       | ۰–۳    | بانک سرمایه | ۳۱–۳۳ | ۲۰–۲۵ | ۱۸–۲۵ |       |      | ۶۹–۸۳   |

## جدول رده‌بندی
| رتبه | تیم               | صعود یا سقوط                        |
| ---- | ----------------- | ----------------------------------- |
| ۱    | بانک سرمایه تهران | صعود به قهرمانی باشگاه‌های آسیا ۲۰۱۷ |
| ۲    | پیکان تهران       |                                     |
| ۳    | شهرداری ارومیه    |                                     |
| ۴    | سایپا تهران       |                                     |
| ۵    | متین ورامین       |                                     |
| ۶    | کاله مازندران     |                                     |
| ۷    | خاتم اردکان       |                                     |
| ۸    | شهرداری تبریز     |                                     |
| ۹    | سازمان عمران ساری |                                     |
| ۱۰   | پارسه تهران       |                                     |
| ۱۱   | شهرداری اراک      | سقوط به دسته اول                    |
| ۱۲   | هاوش گنبد         | سقوط به دسته اول                    |

## رده‌بندی نهایی
| رتبه | تیم               |
| ---- | ----------------- |
| 1    | بانک سرمایه تهران |
| 2    | پیکان تهران       |
| 3    | شهرداری ارومیه    |
| ۴    | سایپا تهران       |
| ۵    | متین ورامین       |
| ۶    | کاله مازندران     |
| ۷    | خاتم اردکان       |
| ۸    | شهرداری تبریز     |
| ۹    | سازمان عمران ساری |
| ۱۰   | پارسه تهران       |
| ۱۱   | شهرداری اراک      |
| ۱۲   | هاوش گنبد         |

|  | راه‌یافته به قهرمانی باشگاه‌های آسیا ۲۰۱۷ |

|  | راه‌یافته به دسته اول |

| قهرمان فصل ۱۳۹۵ لیگ برتر ایران  |
| ------------------------------- |
| بانک سرمایه تهران دومین قهرمانی |

|  |  |

## بازیکنان خارجی
| - لوکاش ژیگادلو بانک سرمایه - وویین چاچیچ بانک سرمایه - دراگان تراویتسا شهرداری ارومیه - اولی-پکا اویانسیوو شهرداری ارومیه - والنتین براتوئف شهرداری تبریز - میلان راشیچ شهرداری تبریز - درک وستفال شهرداری تبریز - سیمو دابوویچ سازمان عمران شهرداری ساری - میلوش چولافیچ سازمان عمران شهرداری ساری - ایوان استانف سایپا |